# 신광화학산업
신광화학산업(ShinKwang Chemicals)은 1995년 7월 1일에 설립된 접착제 및 젤라틴 제조업체이다. 친환경 고기능성 접착제, 몰딩제, 코팅제 등을 제조, 도매 사업을 하는 대한민국 접착제 회사이다.

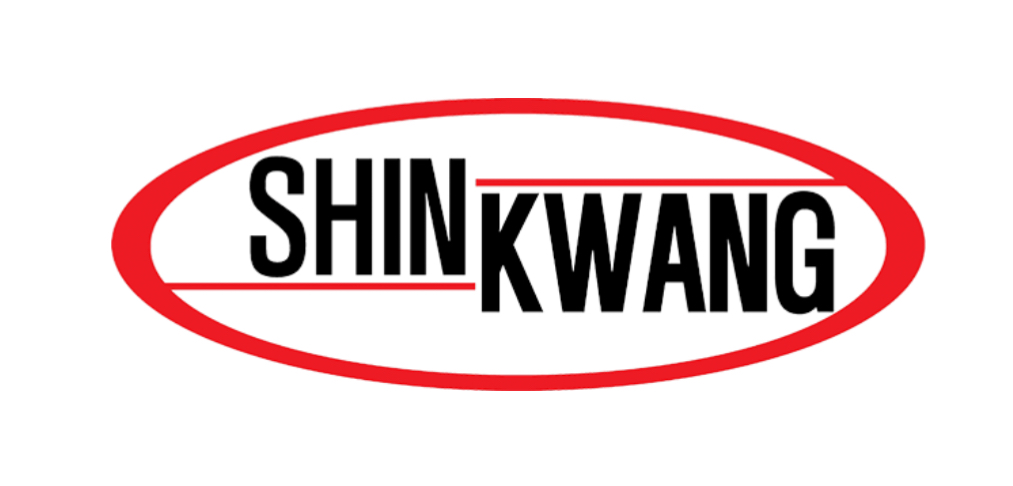
(주)신광화학산업 로고

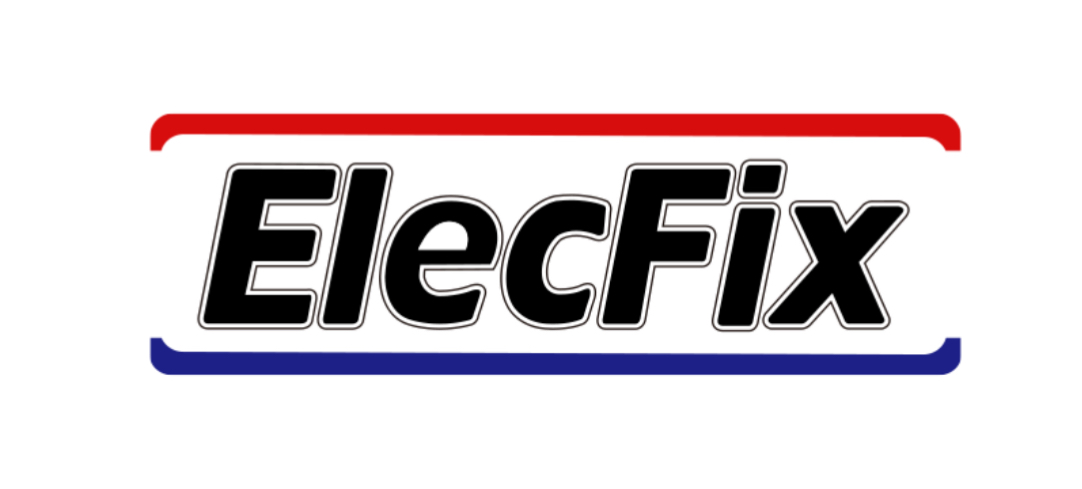
Elecfix 로고

## 사업
DISPLAY용(OLED, LCD, 기타기구용), MOBILE용(CCM, SPEAKER, 기타기구용), 2차전지용(방열, 원통형 접착용, 기타기구용), 반도체용(고기능 UNDERFILL, 기타기구용), BLU성형용, HARD COATING용, 인조잔디용, 도로공사용, 태양전지용 등 21세기 첨단 소재에 걸맞는 친환경 고기능성 UV 레진, 실리콘, 에폭시, 우레탄 등을 생산한다.

## 연혁
- 1995년 신광화학산업 설립
- 2005년 법인전환, DB Inc.와 제품 공급계약 체결
- 2007년 인조잔디용 접착제 개발 및 판매 (Hyosung, 코오롱글로텍)
- 2007년 UV 경화용 레진 양산 휴대폰 CLI합지용/키패드 접착용 자외선 경화형 접착제 개발 및 판매
- 2008년 BLU관련 광학시트용(프리즘)자외선 경화형 수지 개발
- 2009년 LCD패널 합지용 자외선 경화형 접착제 개발
- 2010년 공장이전(화성 정남), 생산시설확충
- 2010년 LG전자 1st Vendor 등록
- 2011년 LG하우시스 1st Vendor 등록
- 2011년 LG디스플레이 1st Vendor 등록
- 2011년 공장이전(평택 서탄), 생산시설 확충
- 2013년 'ELECFIX'로고 상표등록, 경기도 유망중소기업 인증 획득
- 2013년 정보통신 유공자 표창, 경기우수벤처기업 표창
- 2013년 벤처기업 유공자 표창
- 2014년 이노비즈 인증 획득, 홍콩 법인 설립
- 2014년 평택 제 2공장 설립, 실리콘 양산
- 2016년 ACF(이방성 도전 필름), ACP(이방성 전도성 페이스트) 양산
- 2017년 CSOT Vendor 등록 -전극보호제, 싸이드씰 공급
- 2017년 LG 디스플레이 OLED PANEL용 코팅제 공급
- 2018년 삼성 SDI 1st Vendor 등록 -기판용 컨포멀 코팅제, 편광필름 합지용 접착제 공급
- 2019년 삼성전자 1st Vendor 등록
- 2019년 산업통상자원부 소재부품전문기업 확인(제19830호)
- 2019년 CCM 카메라 모듈 제품 양산
- 2020년 SUNNY OPTICS 카메라렌즈용 코팅제 공급

## 주요 제품
- UV Resin

Display용 <OCR/Prism-sheet/전극보호제/Side-seal/Panel bonding>
MOBILE용 <방수가스켓/지문인식센서 코팅>
Camera Module용 <Lens 고정용/FPC단자 보강용/Housing/Underfill/Dam/IR filter/Lid attach/Corner fill>
Card용 <카드몰딩/카드접착제(UV,Urethane)>
건축용 <글라스 접착/글라스 충진>
- Silicone

전기전자용 <LED bar고정용/공기아연전지 전해액 case접착 및 실링용 전선cable접착/스피커 및 이어폰접착(방수)/지문센서(Under-glass)>
자동차용 <내장 Display 접착 및 실링용(사출물-Glass접착)>
코팅용 <Cu film coating용(방열 기능 강화)>
- Epoxy

Camera Module용 <Lens 고정용/FPC 단자 보강용/Housing/Underfill/Dam/IR filter/Lid attach/ Corner fill (side sealing)/Molding>
산업 접착용 <메탈마스크 접착/비철 금속 접착>
코팅용 <라벨 코팅>
몰딩용 <축중기 설치용>
- Urethane

몰딩용 <Conforomal Coating>
접착용 <연마패드 접착/샌드위치 판넬 접착/마루접착/인조잔디 접착/PET 하니컴 접착>

## 본사/연구소/공장
- 본사/평택1공장 : 경기도 평택시 서탄면 수월암5길 53
- 연구소 : 경기도 평택시 서탄면 수월암5길 53
- 평택2공장 : 경기 평택시 서탄면 수월암4길 70-10
- 중국 심천지사 : 深圳市宝安区新安街道群辉路3号优创空间2号楼611, Shen Zhen, CN
- 홍콩지사 : 香港灣仔駱克道194-200號東新商華中心21, 仔駱, HK

## 주요 파트너사
- Samsung Electronics
- 삼성SDI
- LG Display
- LG Electronics
- LG 하우시스
- Hyundai Mobis
- SK온
- 한국단자
- Sunny Optical Technology
- HKC
- CSOT
- 파워로직스
- 엠씨넥스
- 파트론
- 나무가
- 코아시아
- SEKONIX
- CAMMSYS
- KOLEN
- BUJEON
- GOERTEK